# Svenja Müller
Svenja Müller (Dortmund, 13 de febrero de 2001) es una deportista alemana que compite en voleibol, en la modalidad de playa.
Ganó una medalla de bronce en el 2022, y dos medallas en el Campeonato Europeo de Vóley Playa, en los años 2024 y 2025.
Participó en los Juegos Olímpicos de París 2024, ocupando el noveno lugar en el torneo femenino.

## Palmarés internacional
| Campeonato Mundial | Campeonato Mundial     | Campeonato Mundial | Campeonato Mundial |
| Año                | Lugar                  | Medalla            | Pareja             |
| ------------------ | ---------------------- | ------------------ | ------------------ |
| 2022               | Roma (Italia)          | Medalla de bronce  | Cinja Tillmann     |
| Campeonato Europeo |                        |                    |                    |
| Año                | Lugar                  | Medalla            | Pareja             |
| 2024               | La Haya (Países Bajos) | Medalla de oro     | Cinja Tillmann     |
| 2025               | Düsseldorf (Alemania)  | Medalla de bronce  | Cinja Tillmann     |